# March of Dimes Prize in Developmental Biology

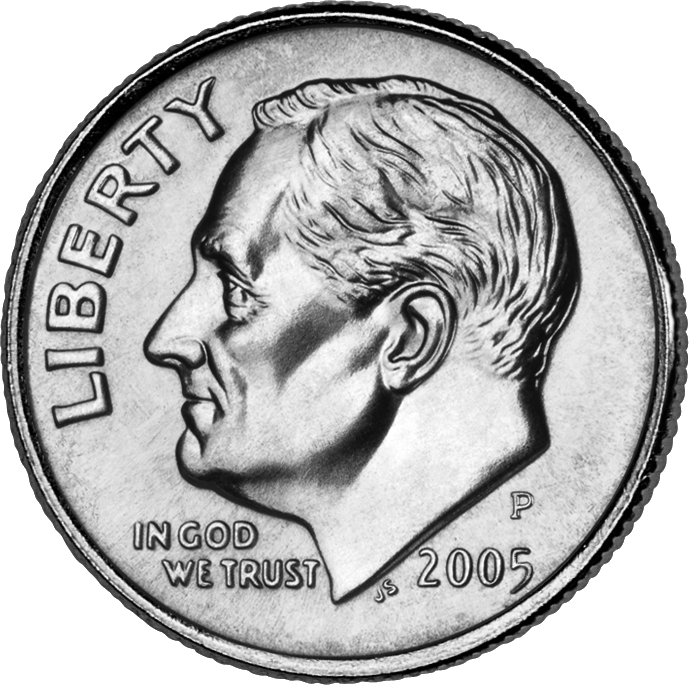
Дайм с Ф. Рузвельтом

March of Dimes and Richard B. Johnston, Jr., MD Prize in Developmental Biology, прежде March of Dimes Prize in Developmental Biology (Премия фонда «March of Dimes» по биологии развития) — американская премия, которой ежегодно с 1996 года награждаются исследователи, чьи труды оказали большое влияние на фундаментальное понимание пороков развития. Фонд «March of Dimes» основал её в честь доктора Джонаса Солка незадолго до его смерти в 1995 году. Денежная составляющая — $150 тыс. (до 2017 года — 250), вместе с чем вручается серебряная медаль, отлитая «Tiffany» в форме дайма с Франклином Рузвельтом — в знак признания к нему, как к основателю фонда «March of Dimes» в 1938 году.

## Лауреаты
На 2018 год шестеро из удостоенных стали также нобелевскими лауреатами по физиологии и медицине.
- 1996 — Беатрис Минц и Ralph L. Brinster[англ.]
- 1997 — Вальтер Геринг и Дэвид Хогнесс
- 1998 — Davor Solter[нем.]
- 1999 —  Мартин Эванс и Richard Gardner[англ.]
- 2000 —  Роберт Хорвиц
- 2001 — Corey Goodman[нем.] и Томас Джессел
- 2002 — Сеймур Бензер и  Сидней Бреннер
- 2003 — Пьер Шамбон и Рональд Марк Эванс
- 2004 — Мэри Фрэнсис Лайон
- 2005 —  Марио Капекки и  Оливер Смитис
- 2006 — Александр Варшавский
- 2007 — Энн Макларен и Джанет Россант
- 2008 — Philip A. Beachy[англ.] и Clifford Tabin[англ.]
- 2009 — Kevin Campbell[англ.] и Louis M. Kunkel[англ.]
- 2010 —  Синъя Яманака
- 2011 — Patricia Jacobs[англ.] и David C. Page[англ.]
- 2012 — Ховард Грин, Элейн Фукс
- 2013 — Эрик Ньюэлл Олсон
- 2014 — Худа Зогби
- 2015 — Рудольф Йениш
- 2016 — Виктор Эмброс, Гэри Равкан
- 2017 — Чарльз Эллис[1]
- 2018 — Аллан Спрэдлинг[2]
- 2019 — Myriam Hemberger[нем.][3]
- 2020 — Susan Fisher[нем.]
- 2021 — Alan W. Flake
- 2022 - Patricia Hunt[англ.]